# Luísa de Brunsvique-Volfembutel
Luísa Amália de Brunsvique-Volfembutel (em alemão: Luise Amalie von Braunschweig-Wolfenbüttel; 29 de janeiro de 1722 - 13 de janeiro de 1780) foi a mãe do rei Frederico Guilherme II da Prússia.

## Família
Luísa era sétima dos catorze filhos nascidos do casamento  Fernando Alberto II, Duque de Brunsvique-Volfembutel e a princesa Antónia Amália de Brunsvique-Volfembutel. Entre os seus irmãos estava o duque Antônio Ulrico de Brunsvique-Volfembutel, pai do czar Ivan VI da Rússia, a princesa Isabel Cristina de Brunsvique-Volfembutel-Bevern, esposa do rei Frederico II da Prússia e a princesa Juliana Maria de Brunsvique-Volfembutel, casada com o rei Frederico V da Dinamarca. 
Os seus avós paternos eram o duque Fernando Alberto I, Duque de Brunsvique-Luneburgo e a princesa Cristina de Hesse-Eschwege. Os seus avós maternos eram o duque Luís Rudolfo, Duque de Brunsvique-Luneburgo e a princesa Cristina Luísa de Oettingen-Oettingen.

## Casamento e descendência
Luísa casou-se no dia 6 de janeiro de 1742 com o príncipe Augusto Guilherme da Prússia, segundo varão do rei Frederico Guilherme I da Prússia e da princesa Sofia Doroteia de Hanôver. Augusto Guilherme era irmão mais novo do rei Frederico II da Prússia, casado com a irmã de Luísa, Isabel de quem não teve filhos, pelo que foi o filho mais velho de Augusto e Luísa que sucedeu ao trono da Prússia.
O casal teve quatro filhos:
- Frederico Guilherme II da Prússia (25 de setembro de 1744 - 16 de novembro de 1797), casado primeiro com a princesa Isabel Cristina de Brunsvique-Volfembutel-Bevern; com descendência. Casou-se depois com a princesa Frederica Luísa de Hesse-Darmstadt; com descendência.
- Henrique da Prússia (30 de dezembro de 1747 - 26 de naio de 1767); morreu aos vinte anos de idade; sem descendência.
- Guilhermina da Prússia (7 de agosto de 1751 - 9 de junho de 1820), casada com o príncipe Guilherme V de Orange; com descendência.
- Emílio da Prússia (30 de outubro de 1758 - 15 de fevereiro de 1759), morreu aos quatro meses de idade.